# Frankenthal (Sachsen)
Frankenthal (oberlausitzisch Frankln) ist eine Gemeinde im Landkreis Bautzen in Sachsen (Deutschland). Sie bildet mit der südlich von ihr gelegenen Gemeinde Großharthau die Verwaltungsgemeinschaft Großharthau.
Mit weniger als 1000 Einwohnern ist Frankenthal nach Einwohnerzahl eine der kleinsten Gemeinden Sachsens.

## Lage

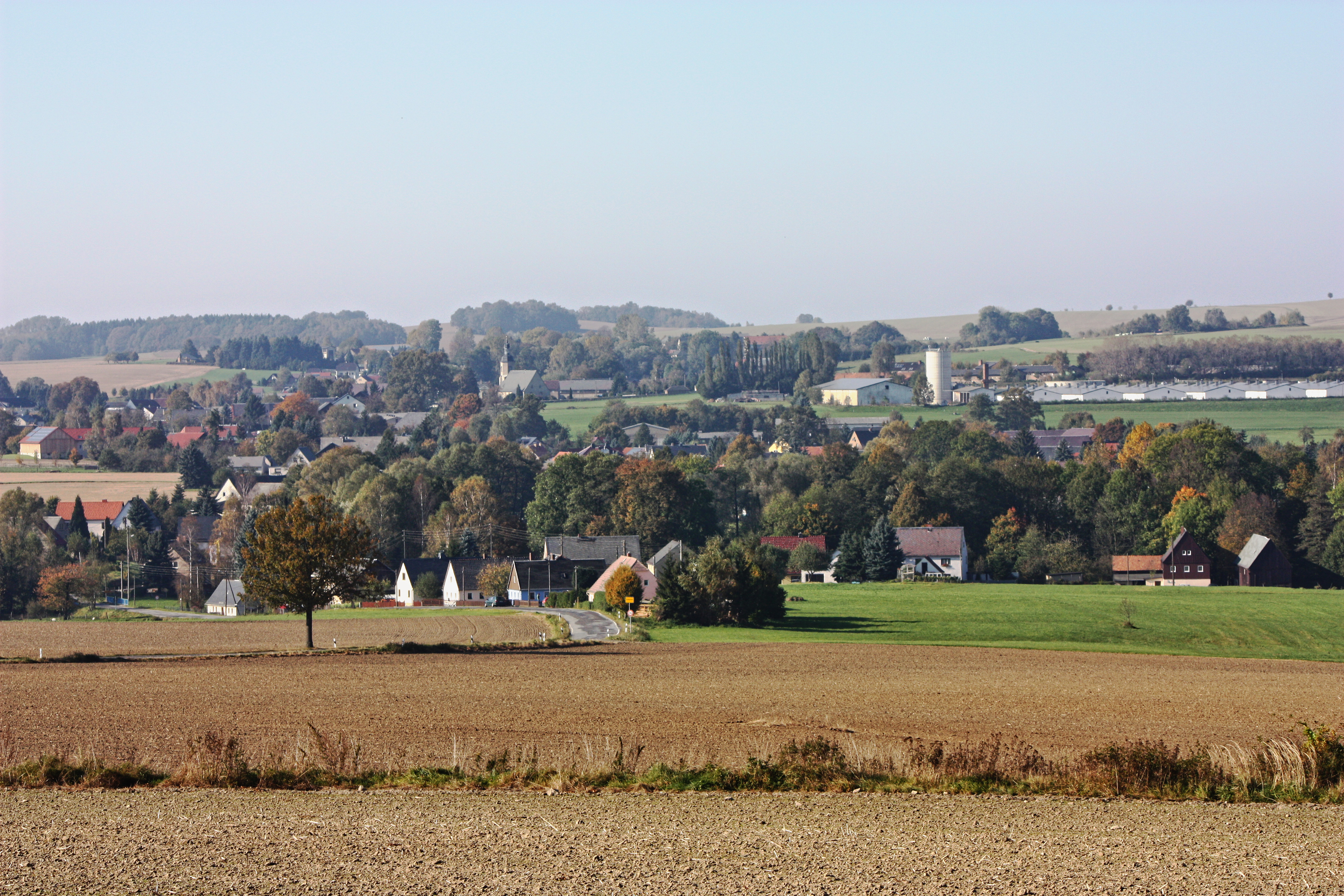
Blick auf Frankenthal vom Goldbacher Berg

Frankenthal liegt in der Oberlausitz, nahe der historischen meißnischen Grenze. Der Ort erstreckt sich über 2,5 Kilometer Länge in einer Talmulde entlang eines kleinen Baches von Nordwest nach Südost. Er grenzt im Westen an die Massenei, im Nordwesten an Bretnig, im Norden an Hauswalde, im Nordosten an Rammenau, im Südosten an Goldbach und im Süden an Großharthau. Die nächstgelegenen Städte sind Bischofswerda, Großröhrsdorf, Pulsnitz und Stolpen.

## Geographie
Der Untergrund der Dorfflur besteht aus mächtigen pleistozänen Ablagerungen, deren lehmiges, sandiges und kiesiges Material in mehreren Gruben aufgeschlossen wurde.
Die mit 335 Metern prägnanteste Erhebung auf der Gemeindeflur ist der Pfarrberg unweit des Ortskerns, von dem sich ein weiter Blick über das Land, nach Rammenau und Bischofswerda und das Lausitzer Bergland bietet. Hier wurde 1783 die Pfarrlinde gepflanzt, die sich auch im Siegel der Gemeinde wiederfindet. In den 1980er Jahren wurde ihr gegenüber eine „Schwester“ gepflanzt, um das Wahrzeichen auch für die Zukunft zu erhalten.
Am nordwestlichen Ortsende entspringt der Dorfbach, der nahe dem Mühlteich in die aus Rammenau kommende Gruna mündet. Nordwestlich des Dorfes befindet sich auch die Quelle der Schwarzen Röder.
Die Landschaftsschutzgebiete Westlausitz und Massenei erstrecken sich bis in die Gemarkung Frankenthal. Das LSG Westlausitz befindet sich östlich der Hauptstraße. Westlich verläuft das Gebiet des LSG Massenei in der Gemarkung Frankenthal bogenförmig um den Dorfkern von der Querstraße bis zur Ortsverbindungsstraße Frankenthal–Hauswalde.

## Siedlungsstruktur
Wie viele Siedlungen der Ostkolonisation ist Frankenthal ein typisches Waldhufendorf. Das Gässel ist eine in den Jahren 1784 bis 1789 angelegte Häuserzeile, die sich nördlich der Aue des Dorfbaches nahe dessen Mündung hinzieht. Südlich der Grunabachaue liegt der Viebig, eine weitere in den Jahren 1846 bis 1850 auf ehemaligem Gemeindehutungsland erbaute Häuserzeile, die sich an der Ortsverbindungsstraße nach Goldbach erstreckt. Ein weiterer Dorfausbau befindet sich ebenfalls am Rande der Grunabachaue. Sein Name Beigut nimmt auf den früheren Besitz des Frankenthaler Rittergutes Bezug.
Am Weg zwischen Rittergut und Dorf, der Allee, ließen sich Dominial- oder Hofehäusler nieder. Weitere kleine, oft dicht gedrängt stehende Häuser der Dresch- und Kleinhäusler füllen die Bachaue unterhalb der Zwei- und Dreiseithöfe.

## Geschichte
Um 1200 siedelten fränkische Kolonisten in der Gegend. Der Ort Frankenthal findet, wie andere Orte der Umgebung, erstmals in der Oberlausitzer Grenzurkunde Erwähnung, die durch König Wenzel von Böhmen am 7. Mai 1241 unterzeichnet wurde und die Grenze zwischen der der böhmischen Krone unterstehenden Oberlausitz und dem Bistum Meißen definierte. Die Schreibweisen Vrankental, Frankintal und Vrankendale sind als „Frankensiedlung im Talgrund“ zu deuten. Später finden sich die Schreibweisen Franckental (1443), Franckentahl (1592) und endlich Frankenthal.

### Einwohnerentwicklung
| Jahr          | 1834 | 1871 | 1890 | 1910 | 1925 | 1939 | 1946 | 1964 | 1971 | … | 2007 | 2009 | … | 2012 | 2013 |
| Einwohnerzahl | 1056 | 1275 | 1416 | 1435 | 1438 | 1394 | 1544 | 1441 | 1368 |   | 1051 | 1013 |   | 965  | 957  |

## Politik

### Gemeinderat
Bei der Gemeinderatswahl am 9. Juni 2024 gingen 7 Sitze an die Kandidaten der CDU, 2 Sitze gingen an die SPD. Die Wahlbeteiligung lag bei 70,8 Prozent.
| Gemeinderat ab 2024Insgesamt 9 Sitze - SPD: 2 - CDU: 7 | Liste            | 2024           | 2024           | 2019           | 2019           | 2014   | 2014   |
| Gemeinderat ab 2024Insgesamt 9 Sitze - SPD: 2 - CDU: 7 | Liste            | Sitze          | in %           | Sitze          | in %           | Sitze  | in %   |
| Gemeinderat ab 2024Insgesamt 9 Sitze - SPD: 2 - CDU: 7 | CDU              | 74,9           | 7              | 78,0           | 8              | 99,3   | 10     |
| Gemeinderat ab 2024Insgesamt 9 Sitze - SPD: 2 - CDU: 7 | SPD              | 25,1           | 2              | 22,0           | 1              | –      | –      |
| Gemeinderat ab 2024Insgesamt 9 Sitze - SPD: 2 - CDU: 7 | Einzelvorschläge | nicht zulässig | nicht zulässig | nicht zulässig | nicht zulässig | 0,7    | –      |
| Gemeinderat ab 2024Insgesamt 9 Sitze - SPD: 2 - CDU: 7 | Wahlbeteiligung  | 70,8 %         | 70,8 %         | 64,8 %         | 64,8 %         | 52,5 % | 52,5 % |

### Bürgermeister
Das Amt des ehrenamtlichen Bürgermeisters bekleidet seit 2024 Armin Groh (SPD), der den ersten Wahlgang gegen die bisherige Amtsinhaberin, Janine Bansner (CDU), gewann. Die Wahlbeteiligung lag bei 81,3 Prozent.
| Wahl | Bürgermeister                  | Vorschlag | Wahlergebnis (in %) |
| ---- | ------------------------------ | --------- | ------------------- |
| 2024 | Armin Groh                     | SPD       | 72,5                |
| 2017 | Janine Bansner                 | CDU       | 60,3                |
| 2015 | Kerstin Otto (2001: Gottlöber) | CDU       | 94,6                |
| 2008 | Kerstin Otto (2001: Gottlöber) | CDU       | 91,4                |
| 2001 | Kerstin Otto (2001: Gottlöber) | CDU       | 85,9                |
| 1994 | Alfons Spill                   | CDU       | 89,4                |

## Gebäude, Einrichtungen und Vereine

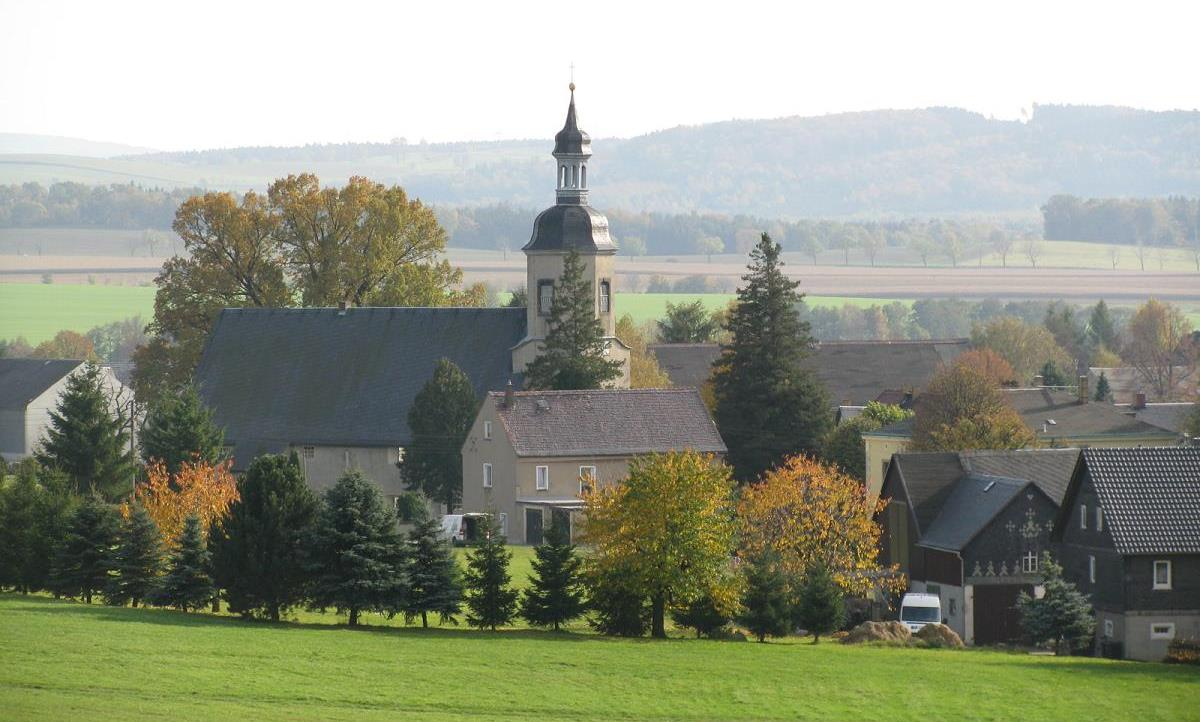
Kirche

### Kirche
An erhöhter Position in der Dorfmitte an der Rammenauer Straße steht die Kirche. Sie wurde in der ersten Hälfte des 14. Jahrhunderts anfangs nur als Kapelle errichtet. Ihre erste Erwähnung findet sie 1495 in der Meißner Bistumsmatrikel. Im Jahr 1607 erhält sie ihre heutige Gestalt, als der Vorgängerbau um ein Drittel nach Osten erweitert wird. Die Kirche erhält eine hölzerne Decke, eine Empore und wird bemalt. 1702 wird der Fußboden der Kirche mit Tafelsteinen gelegt. Weitere Veränderungen des Inneren und Äußeren folgen in den Jahren 1729 bis 1732 durch Heinrich von Bünau. Der Rittergutsbesitzer schenkt der Kirche einen Altar, eine Kanzel und lässt den Turm an der Westseite durch einen neuen ersetzen, der dem der nahen Goldbacher Kirche ähnelt. An der Südwand sind Grabdenkmäler von Familienmitgliedern der Rittergutsherrschaft aus dem 17. und 18. Jahrhundert erhalten.

### Weiteres
In unmittelbarer Nähe der Kirche, direkt an der Dorfstraße, befindet sich die Evangelische Grundschule Frankenthal. Sie wurde zu Beginn des Schuljahres 2002/2003 auf Initiative engagierter junger Bürger in Trägerschaft des Evangelischen Schulvereins im Landkreis Bautzen e. V. wiedereröffnet. Das Gebäude wurde bereits 1893 errichtet, nachdem die alten Schulgebäude an der Rammenauer Straße nicht mehr genügend Platz boten. Mit Beginn der Sommerferien 2008 wurde die Schule saniert und für den Ganztagsunterricht ausgebaut. Ihre feierliche Einweihung folgte am 23. Februar 2009.
Im Niederdorf an der Alten Straße befindet sich die 1958 als Erntekindergarten eröffnete Kindertagesstätte Pusteblume, deren Träger die Arbeiterwohlfahrt ist. Ihr Domizil ist der ehemalige Gasthof Zur Börse, in dem die Gemeinde im Jahr 1957 einen Kindergarten und Schulhort einrichten ließ.

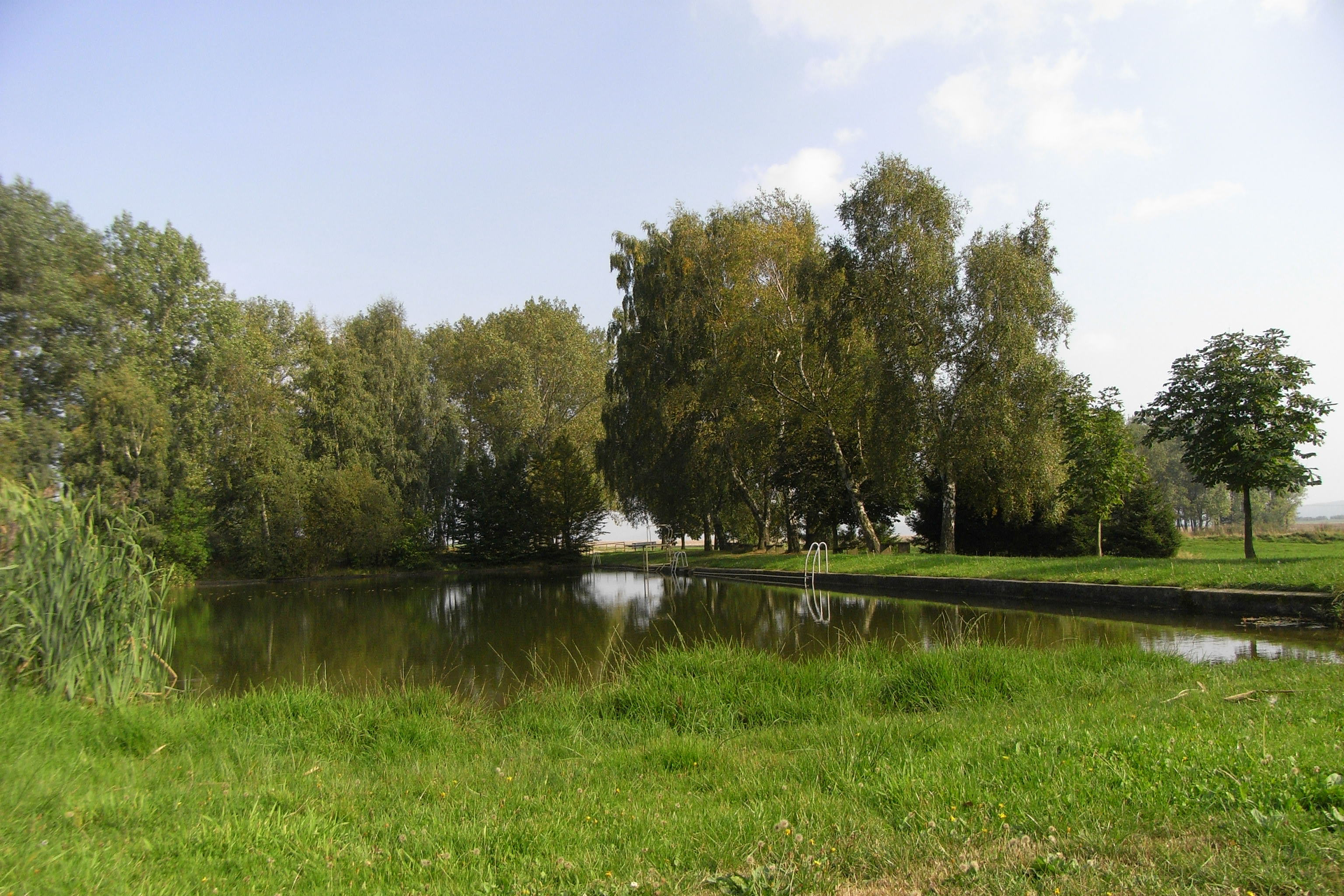
Der vom Wasser der Schwarzen Röder gespeiste Ziegelteich

Seit 1972 wurden durch Bürger der Gemeinde in freiwilliger Arbeit im Rahmen der volkswirtschaftlichen Masseninitiative der Ziegelteich am Oberlauf der Schwarzen Röder zu einem Bad ausgebaut und das Stadion der Landjugend mit einer Leichtathletikanlage errichtet. Die Anlage wurde am 7. Oktober 1977 eingeweiht.
Stadion und Turnhalle werden nach wie vor sowohl durch die Schule als auch die 1948 gegründete SG Frankenthal genutzt. Auch der bereits 1912 gegründete Rassegeflügelzüchterverein lädt jährlich am Wochenende vor dem ersten Advent zur Ortsschau in die Turnhalle.
Der Turnhalle gegenüber, an der Querstraße in einer ausgebauten Scheune, befindet sich die Kleine Galerie. Sie ist das Domizil des Frankenthaler Heimat- und Chronikvereins. Hier werden seit 2002 in loser Folge aktuelle Ausstellungen zur Geschichte von Frankenthal gezeigt.

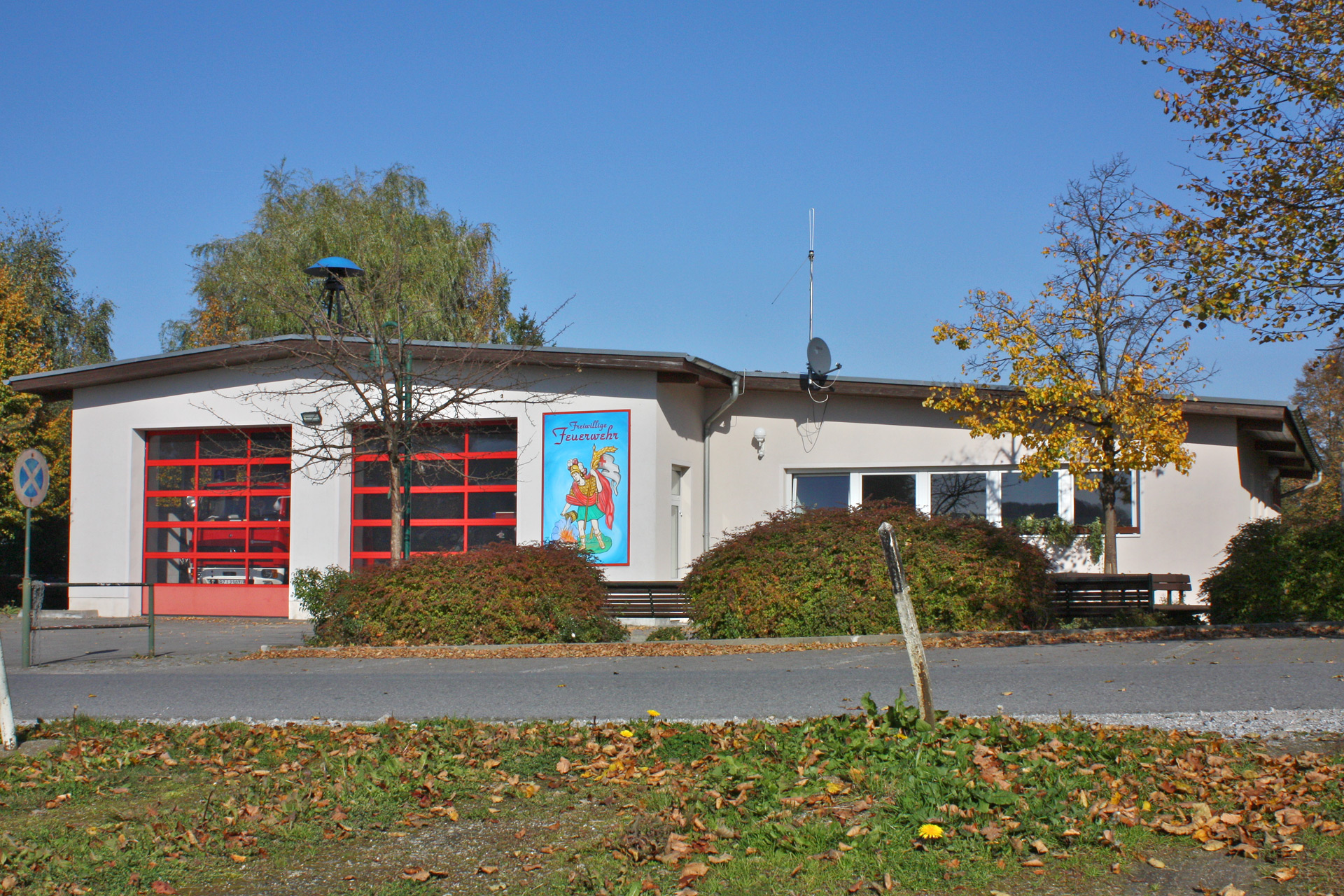
Das Feuerwehrhaus der Freiwilligen Feuerwehr

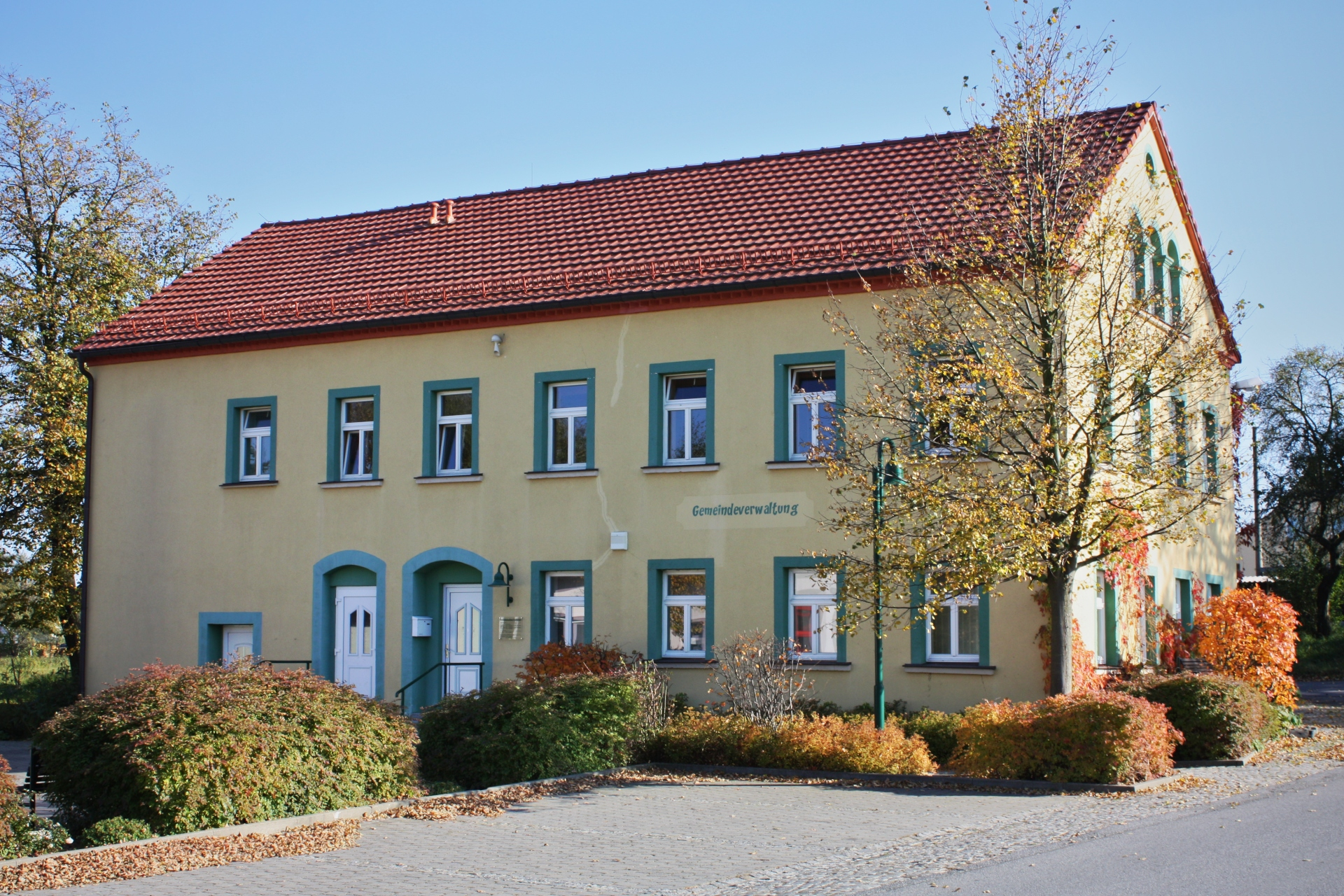
Gemeindeverwaltung, Gemeindebibliothek und Jugendclub in der Lindenstraße 4

Ebenfalls an der Querstraße befindet sich das neue Feuerwehrhaus der Freiwilligen Feuerwehr Frankenthal. Nebenan im alten Gasthaus zur Linde sind heute die Gemeindeverwaltung, die Gemeindebibliothek sowie der Jugendclub „Blaue Engel“ untergebracht. Ein weiterer Jugendclub trifft sich in einer alten Sandgrube, die ihm auch den Namen gab.
Weitere ortsansässige Vereine, die durch ihre Aktivitäten einen wesentlichen Beitrag zum Dorfleben leisten, sind der Chor, der Kaninchenzüchterverein Frankenthal (seit 1924), das Stockcar-Team AFK und die Volkssolidarität Frankenthal.

## Persönlichkeiten
- Johann Georg Horn (1738–1794), Pädagoge, Philosoph, Rektor in Kamenz
- Gerhart Potthoff (1908–1989), Verkehrswissenschaftler
- Kristian Pech (* 1946), Schriftsteller
- Udo Schmuck (* 1952), Fußballnationalspieler der DDR